# Ріккардіанська бібліотека

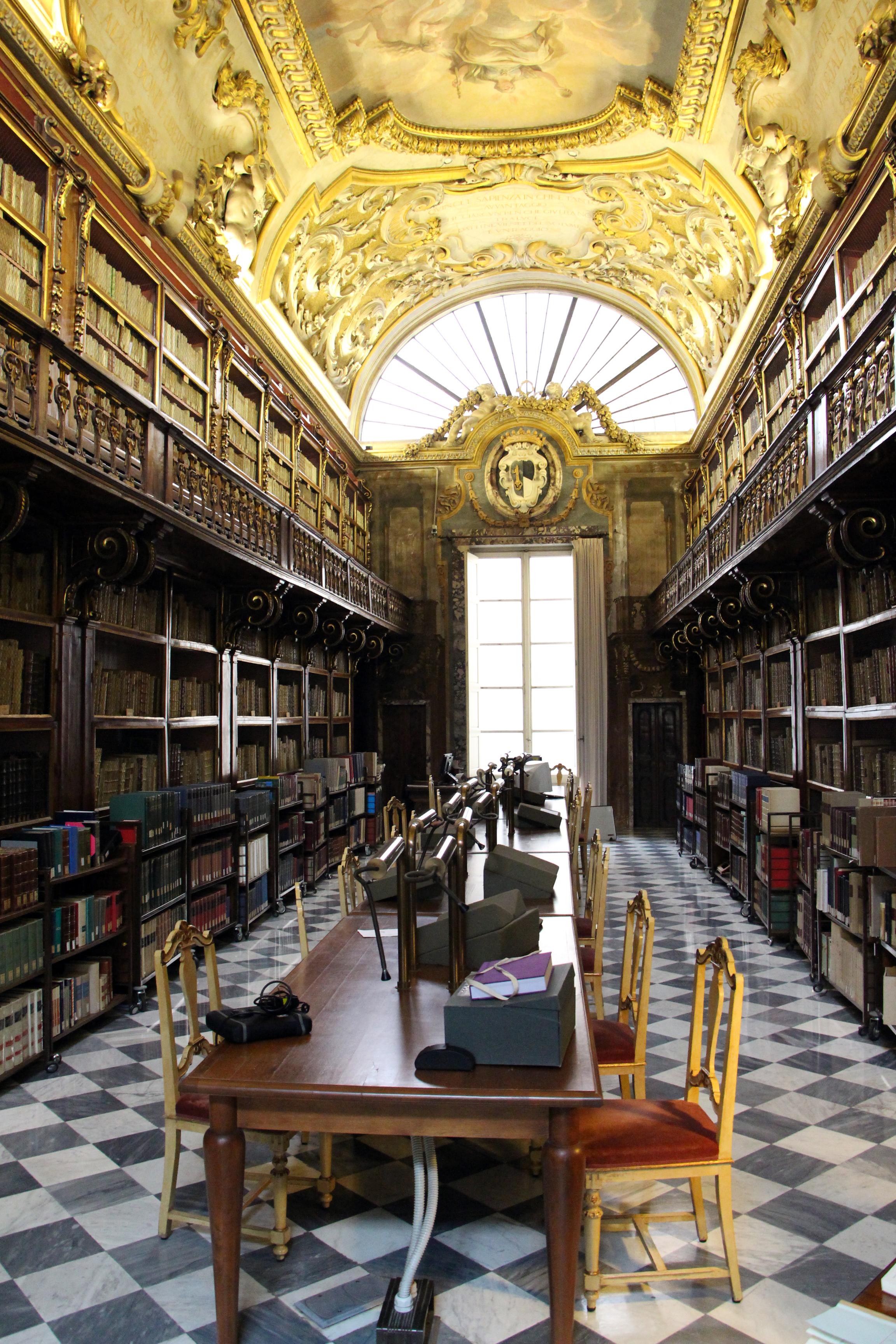
Читальний зал Ріккардіанської бібліотеки

Ріккардіанська бібліотека (лат. Biblioteca Riccardiana) — бібліотека-музей у Флоренції, Італія. Бібліотека розташовується в Палаццо Медічі-Ріккарді.

## Історія
Бібліотека була заснована 1600 року Ріккардо Ріккарді як приватна бібліотека його родини.
З 1670 року вона знаходиться в палаці Медічі на Віа Ларга. Для публічного доступу бібліотека була відкрита 1715 року, а з 1815 року вона підпорядкована Академія делла Круска.

## Фонди
У бібліотеці зберігається багато унікальних рукописів і книжок, зокрема:
- Копія «Природної історії» Плінія, що датується X століттям, * Автограф рукопису «Історії Флоренції» Нікколо Макіавеллі.
- Французький рукопис «Історія Венеції» (1275).
- Біблійні манускрипти мінускул 368, мінускул 369 та мінускул 370.
- Опис подорожі Одоріко Порденоне до Індії (1318)
- Рукописна копія «Божественної комедії».
- Примірник «Божественної комедії», переписаний Франческо Барберіно першої половини XIV століття з рукописними коментарями Данте.
- Примірник «Нової хроніки» Джованні Віллані, переписаний Матео Віллані 1377 року.
- Копія «Бенкету» Данте, що належала Торквато Тассо.
- Оригінал поеми Петрарки «Тріумфи».
- Видання Арістотеля майстра мініатюри Аттаванте Аттаванті (1452-1517).

## Галерея

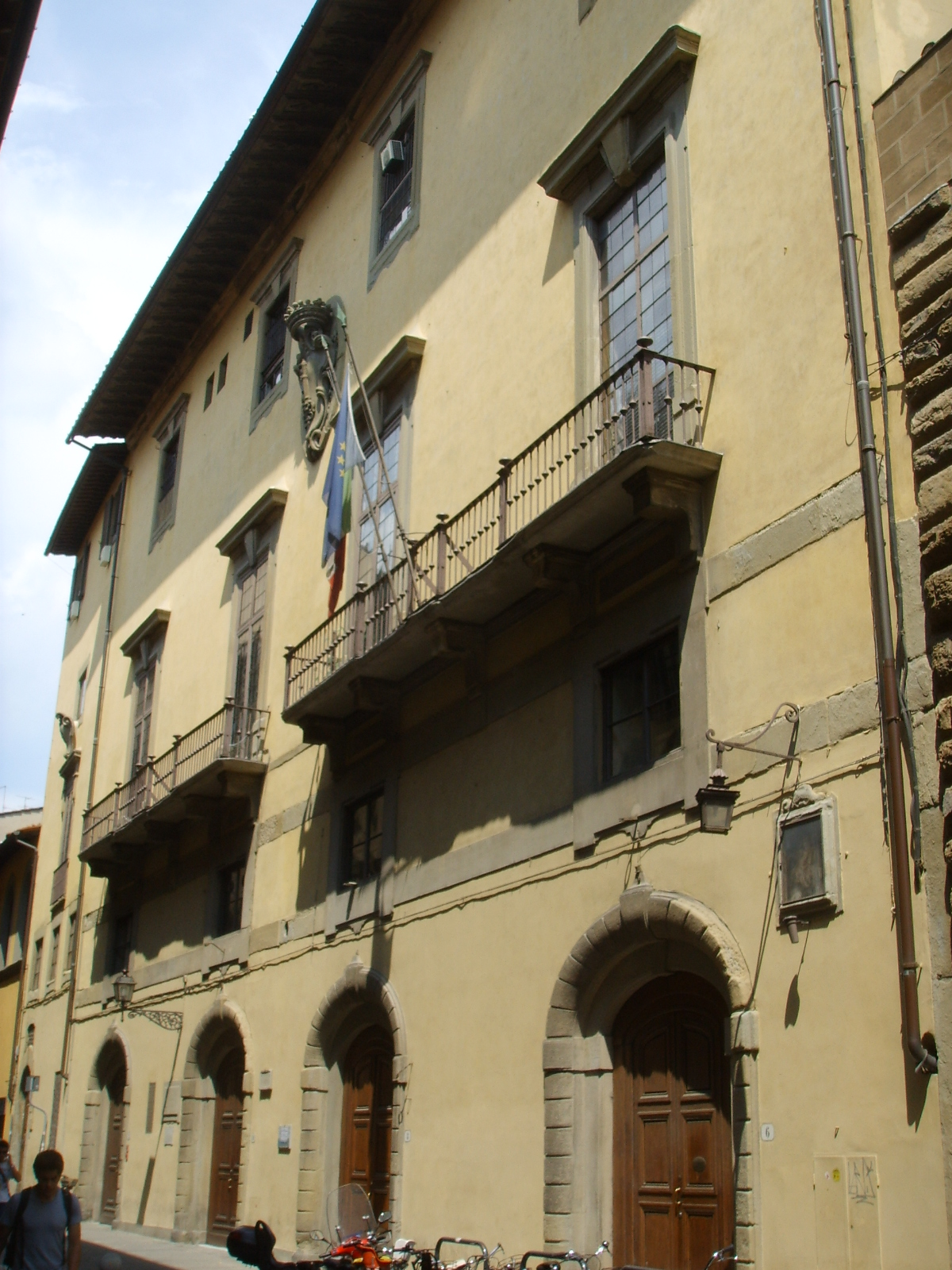
Вхід з віа Джінорі
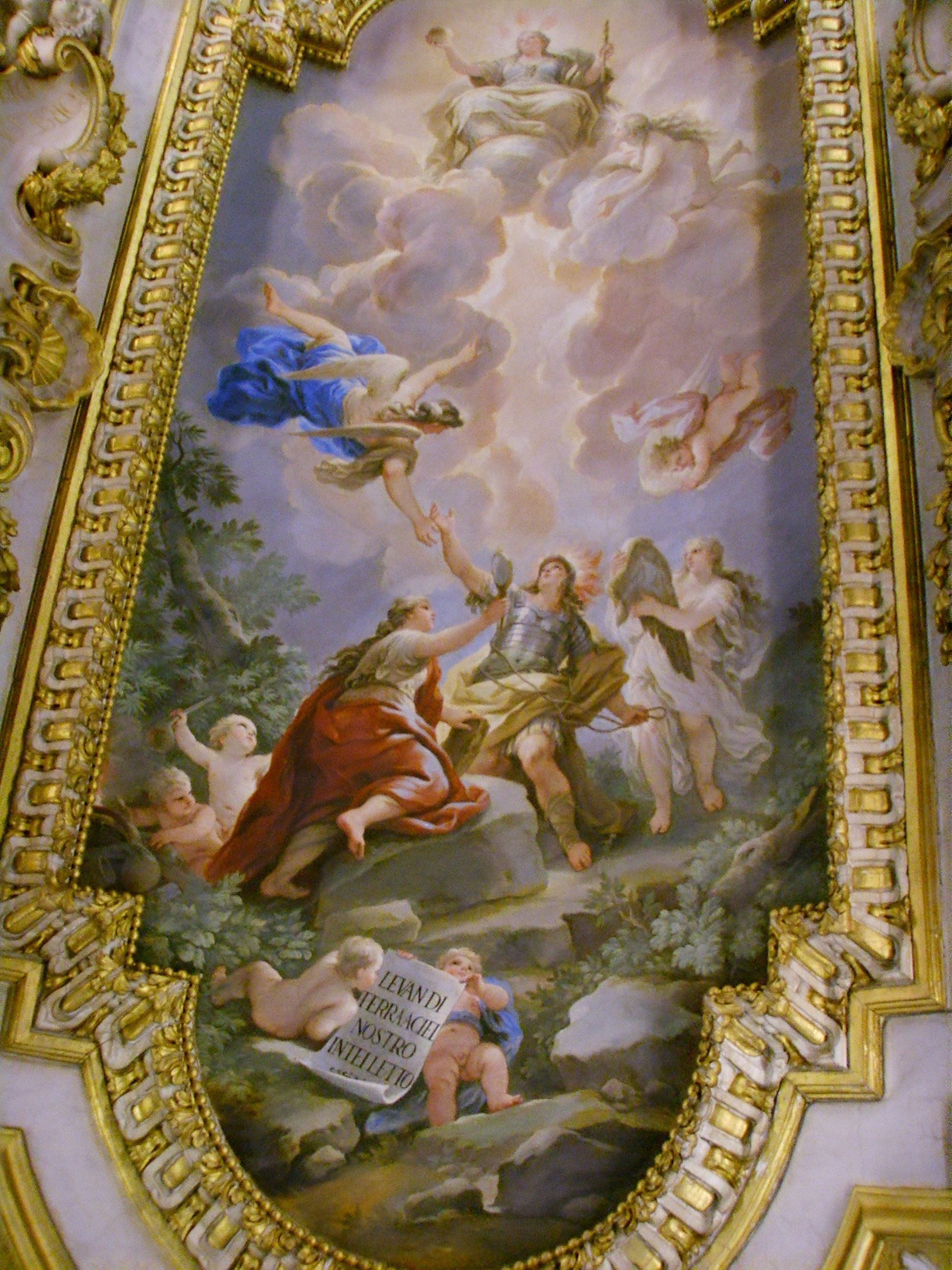
Фреска Луки Джордано
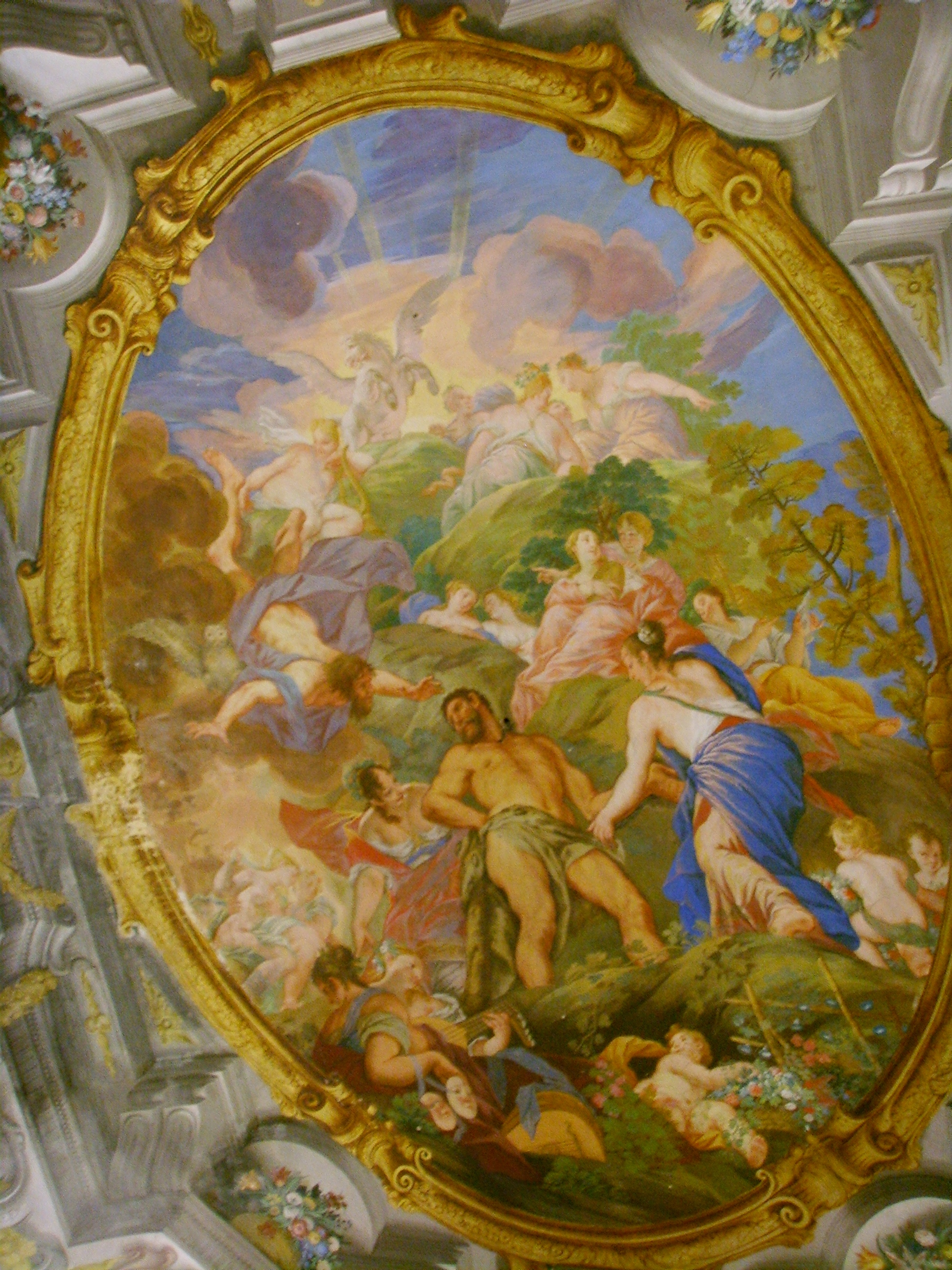
Фреска